# レブンワース郡 (カンザス州)
レブンワース郡（英: Leavenworth County）は、アメリカ合衆国カンザス州の東部に位置する郡である。2010年国勢調査での人口は76,227人であり、2000年の68,691人から11.0%増加した。郡庁所在地はレブンワース市（人口35,251人）であり、同郡で人口最大の都市でもある。レブンワース郡は人口200万人を超えるカンザスシティ大都市圏に属している。

## 歴史
レブンワース郡は1866年8月30日に州内未編入領域から設立され、カンザス準州議会によって最初に設定された33郡の1つである。郡名は米英戦争に参戦した士官、ヘンリー・レブンワースから採られ、郡庁所在地のレブンワース市も同様である。郡内にはカンザス州で初のカンザス州立大学農業相談員が居た。

## 法と政府
レブンワース郡はアルコールを禁じる、すなわち「ドライ」の郡だったが、1986年にカンザス州憲法が修正され、住民は投票で個人が嗜むアルコール飲料の販売を承認した。ただし、食料販売量の30%までという制限が付いた。

## 地理
アメリカ合衆国国勢調査局に拠れば、郡域全面積は468.33平方マイル (1,213.0 km2)であり、このうち陸地は463.27平方マイル (1,199.9km2)、水域は5.06平方マイル (13.1 km2)で水域率は1.08%である。
レブンワース郡の水系は南のストレンジャー・クリークを解してカンザス川流域と、東のミズーリ川港湾都市とを繋いでいる。

### 隣接する郡
- プラット郡 (ミズーリ州) - 北
- ワイアンドット郡 - 東
- ジョンソン郡 - 南東
- ダグラス郡 - 南西
- ジェファーソン郡 - 西
- アッチソン郡 - 北西

## 人口動態

2000人口ピラミッド

以下は2000年国勢調査による人口統計データである。
| 基礎データ - 人口: 68,691人 - 世帯数: 23,071 世帯 - 家族数: 17,210 家族 - 人口密度: 57人/km2（148人/mi2） - 住居数: 24,401軒 - 住居密度: 20軒/km2（53軒/mi2） 人種別人口構成 - 白人: 84.2% - アフリカン・アメリカン: 10.4% - ネイティブ・アメリカン: 0.7% - アジア人: 1.1% - 太平洋諸島系: 0.1% - その他の人種: 1.2% - 混血: 2.2% - ヒスパニック・ラテン系: 3.8% 年齢別人口構成 - 18歳未満: 26.7% - 18-24歳: 8.2% - 25-44歳: 33.0% - 45-64歳: 22.2% - 65歳以上: 9.8% - 年齢の中央値: 36歳 - 性比（女性100人あたり男性の人口） - 総人口: 113.5 - 18歳以上: 116.9 | 世帯と家族（対世帯数） - 18歳未満の子供がいる: 38.9% - 結婚・同居している夫婦: 61.4% - 未婚・離婚・死別女性が世帯主: 9.5% - 非家族世帯: 25.4% - 単身世帯: 21.7% - 65歳以上の老人1人暮らし: 8.1% - 平均構成人数 - 世帯: 2.69人 - 家族: 3.15人 収入と家計 - 収入の中央値 - 世帯: 48,114米ドル - 家族: 55,805米ドル - 性別 - 男性: 40,047米ドル - 女性: 26,029米ドル - 人口1人あたり収入: 20,292米ドル - 貧困線以下 - 対人口: 6.7% - 対家族数: 4.8% - 18歳未満: 8.8% - 65歳以上: 7.5% |

## 都市と町

### 法人化された都市
都市名の後の数字は2010年国勢調査での人口を示す。
- レブンワース, 35,251 - 郡庁所在地
- ランシング, 11,265
- トンガノクシー, 4,996
- ベイザー, 4,613
- リンウッド, 375
- イーストン, 253
- ボナースプリングス, 7,314、ワイアンドット郡とジョンソン郡にも入っている

## その他の町
- コールドスパー
- フェアマウント
- フォールリーフ
- ジャーバロ
- カカプー
- ローモント
- ミルウッド
- リノ
- スプリングデール

## 郡区
レブンワース郡は10の郡区に分けられている。レブンワースとランシング市は「政治的に独立」とは見なされ、下記郡区の数字からは外されている。下表で「人口中心」は最大都市であり、特に大きな数字でなければ、郡区の人口に含まれるものである。
| 郡区 | FIPSコード | 人口中心       | 人口  | 人口密度 /km2 (/sq mi) | 陸地面積 km2 (sq mi) | 水域 km2 (sq mi) | 水域率(%) | 座標                                                              |
| --- | ---------- | -------------- | ----- | ---------------------- | -------------------- | ---------------- | --------- | ----------------------------------------------------------------- |
| アレクサンドリア                                                                                        | 01100      |                | 859   | 7 (18)                 | 123 (48)             | 1 (0)            | 0.62%     | 北緯39度16分8秒 西経95度7分33秒 / 北緯39.26889度 西経95.12583度   |
| デラウェア                                                                                              | 17450      |                | 1,361 | 22 (57)                | 62 (24)              | 3 (1)            | 4.19%     | 北緯39度14分50秒 西経94度52分40秒 / 北緯39.24722度 西経94.87778度 |
| イーストン                                                                                              | 19625      |                | 1,245 | 11 (30)                | 109 (42)             | 0 (0)            | 0.11%     | 北緯39度21分57秒 西経95度7分27秒 / 北緯39.36583度 西経95.12417度  |
| フェアマウントt                                                                                         | 22325      | ベイザー       | 6,266 | 61 (159)               | 102 (39)             | 0 (0)            | 0.39%     | 北緯39度8分4秒 西経94度56分26秒 / 北緯39.13444度 西経94.94056度   |
| ハイプレーリー                                                                                          | 32125      |                | 1,768 | 14 (37)                | 124 (48)             | 0 (0)            | 0.27%     | 北緯39度15分30秒 西経95度0分34秒 / 北緯39.25833度 西経95.00944度  |
| キカプー                                                                                                | 36700      |                | 1,760 | 15 (40)                | 114 (44)             | 3 (1)            | 2.39%     | 北緯39度20分45秒 西経94度59分29秒 / 北緯39.34583度 西経94.99139度 |
| リノ | 58950      |                | 1,143 | 10 (27)                | 111 (43)             | 2 (1)            | 1.56%     | 北緯39度1分8秒 西経95度8分8秒 / 北緯39.01889度 西経95.13556度     |
| シャーマン                                                                                              | 65000      |                | 2,367 | 22 (57)                | 108 (42)             | 3 (1)            | 2.44%     | 北緯39度0分59秒 西経95度0分27秒 / 北緯39.01639度 西経95.00750度   |
| ストレンジャー                                                                                          | 68500      |                | 2,451 | 19 (50)                | 127 (49)             | 0 (0)            | 0.17%     | 北緯39度8分16秒 西経95度2分2秒 / 北緯39.13778度 西経95.03389度    |
| トンガノクシー                                                                                          | 70825      | トンガノクシー | 4,852 | 35 (91)                | 137 (53)             | 1 (0)            | 0.66%     | 北緯39度7分0秒 西経95度6分35秒 / 北緯39.11667度 西経95.10972度    |
| Sources: “Census 2000 U.S. Gazetteer Files”. U.S. Census Bureau, Geography Division. 2012年4月1日閲覧。 |            |                |       |                        |                      |                  |           |                                                                   |

## 教育

### 統一教育学区
- フォートレブンワース USD 207 (Web site)
- イーストン USD 449 (Web site)
- レブンワース USD 453 (Web site)
- ベイザー・リンウッド USD 458 (Web site)
- トンガノクシー USD 464 (Web site)
- ランシング USD 469 (Web site)

### カレッジと大学
- アメリカ陸軍指揮幕僚大学、レブンワース市
- セントメアリー大学

廃校になった大学
- レブンワース師範学校

## 著名な出身者
- ショーン・モルト、プロのスケートボーダー
- ウェイン・シミエンプロのバスケットボール選手
- アーネスト・ニコルス - 教育者、マサチューセッツ工科大学の学長